# Побережье

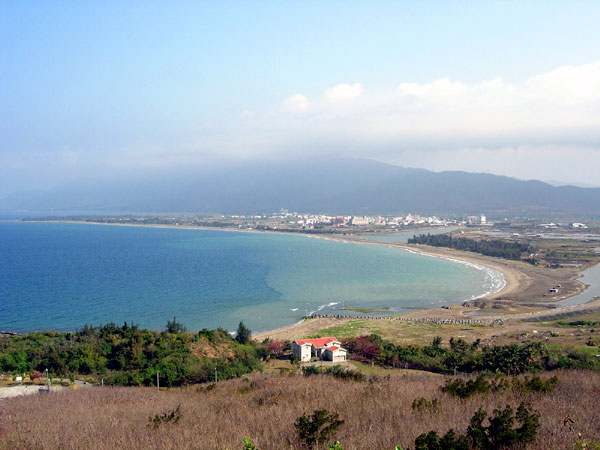
Побережье Тайваня

Побере́жье, устар. Приберег, — полоса земли вдоль реки, озера, моря, океана или пограничная полоса между сушей и морем, океаном, озером, рекой и другим водным объектом, характеризующаяся их непосредственным взаимным влиянием, расположенная по обе стороны береговой линии. 
Береговая линия Земли составляет около 620 000 километров. Поскольку побережья постоянно меняются, точный периметр береговой линии определить невозможно. Эта проблема измерения называется парадоксом береговой линии. Термин прибрежная зона используется для обозначения региона, в котором происходит взаимодействие морских и наземных процессов. И термин прибрежный часто используется для описания географического положения или региона, расположенного на береговой линии (например, западное побережье Новой Зеландии или восточное побережье Мексиканского залива США). 

## Значение побережий для природы и человека
Взаимное влияние суши и водного объекта проявляется в рельефе и в климате. Побережья являются важными зонами в естественных экосистемах, часто являющимися местами обитания для разнообразных представителей растительного и животного мира, такими, например, как водно-болотные угодья, которые важны для популяций птиц, или мангровые заросли или водоросли, которые обеспечивают среду обитания для рыб или других водных видов. Некоторые побережья выходят на открытый океан и называются пелагическими побережьями, в то время как другие побережья представляют собой более защищённые берега в заливе или бухте.
Хотя в научном сообществе существует общее согласие относительно определения побережья, в политической сфере определение протяжённости побережья различается в зависимости от юрисдикции. Правительственные органы разных стран могут определять побережье по-разному по причинам экономической и социальной политики. Согласно а́тласу ООН, 44 % всех людей живут в пределах расстояния в 150 км от моря. Из-за высокой концентрации населения побережье играет важную роль в основных частях глобальной продовольственной и экономической системы. Важная человеческая деятельность происходит в портовых городах, на рыбных промыслах и на пляжах и морских курортах, которые используются для туризма.
Однако высокое экономическое значение побережий делает многие из них уязвимыми для изменения климата, которое вызывает экстремальные погодные условия и повышение уровня моря, а также связанные с этим проблемы, такие, например, как прибрежная эрозия или прибрежные наводнения. Другие прибрежные проблемы, такие как загрязнение и разрушение морской среды угрожают прибрежным экосистемам и затрудняют использование человеком побережий.  

## Типы побережий

### Побережья, образованные отложениями
- Пляж — относительно ровная поверхность берега водоёма, образованная его денудацией под действием воды и ветра. Пляж образуется в результате аккумуляции наносов[7].
- Ватты — низменная прибрежная полоса морского дна, в соответствии с приливно-отливным циклом, затопляемая во время приливов и осушающаяся во время отливов[8].
- Остроконечный выступ[англ.] или остроконечный барьер представляет собой географический объект на береговой линии и берегах озер, который образуется в основном за счет берегового дрейфа[9]. Образованные в результате наращивания и распространения песка и гальки, остроконечные выступы распространяются наружу от береговой линии в сторону водоёма в форме треугольников[9].
- Дюны — песчаные холмы, образовавшиеся под воздействием ветра. Понятие «дюны» применяется ко всем песчаным скоплениям, независимо от их зонально-климатических условий[10].
- Морская терраса[англ.] — горизонтальный или слегка наклонённый участок побережья выше уровня моря , сформированный флювиальными процессами[11].
- Риа — форма рельефа, приустьевая часть речной долины, затопленная морем, часто представляющая собой длинный конусообразный залив. Изначально этим словом назывались бухты по берегам Испании и Португалии.
- Бар — песчаная подводная отмель в устье реки, образовавшаяся в результате осаждения речных и морских наносов[12].
- Коса — низкая намывная полоса суши (земли) на берегу водного объекта, соединяющаяся одним концом с берегом.
- Томболо — коса, соединяющая остров с материком. Возникает в результате ослабления энергии волнового поля, которое перемещает береговые наносы.

### Побережья, образованные другими причинами
- Лагуна — мелкий водоём, отделённый от большей части воды барьерными островами или рифами.
- Марши — категория водно-болотных угодий, периодически затопляемая водами близлежащего водоёма[13], характеризующаяся травянистой галофитной растительностью. Под этим термином обычно подразумевают низменные полосы морского берега, подверженные воздействию высоких приливов или нагонов морской воды.
- Фьорд — узкий, извилистый и глубоко врезающийся в сушу морской залив со скалистыми берегами. Длина фьорда в несколько (чаще всего в десятки) раз превосходит ширину; а берега в большинстве случаев образованы скалами высотой до 1000 метров.

## Известные курортные побережья
Климатические условия побережья морей и океанов, как правило, благоприятны для здоровья человека, поэтому многие побережья являются популярными курортами.
- Адриатика
- Черноморское побережье Кавказа
- Коста-Бланка в Испании
- Лазурный Берег Франции
- Прибалтика
- Южный берег Крыма

## Галерея

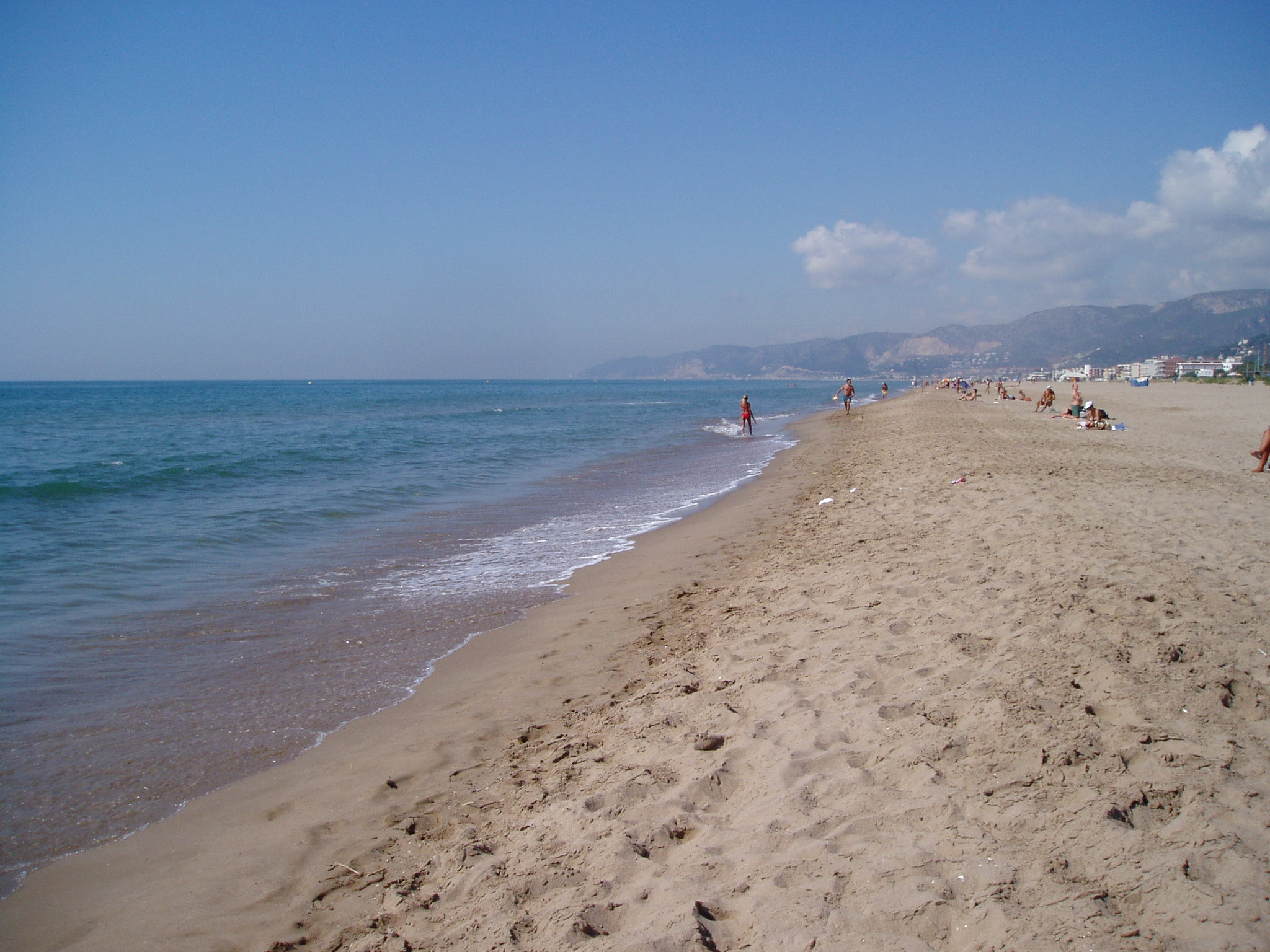
Пляж в Кастельдефельсе, Испания
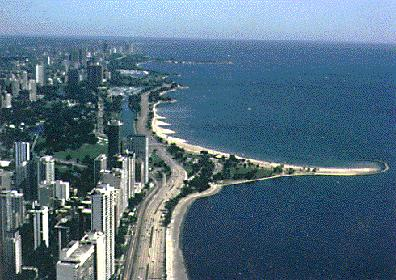
Остроконечный выступ в Чикаго, США
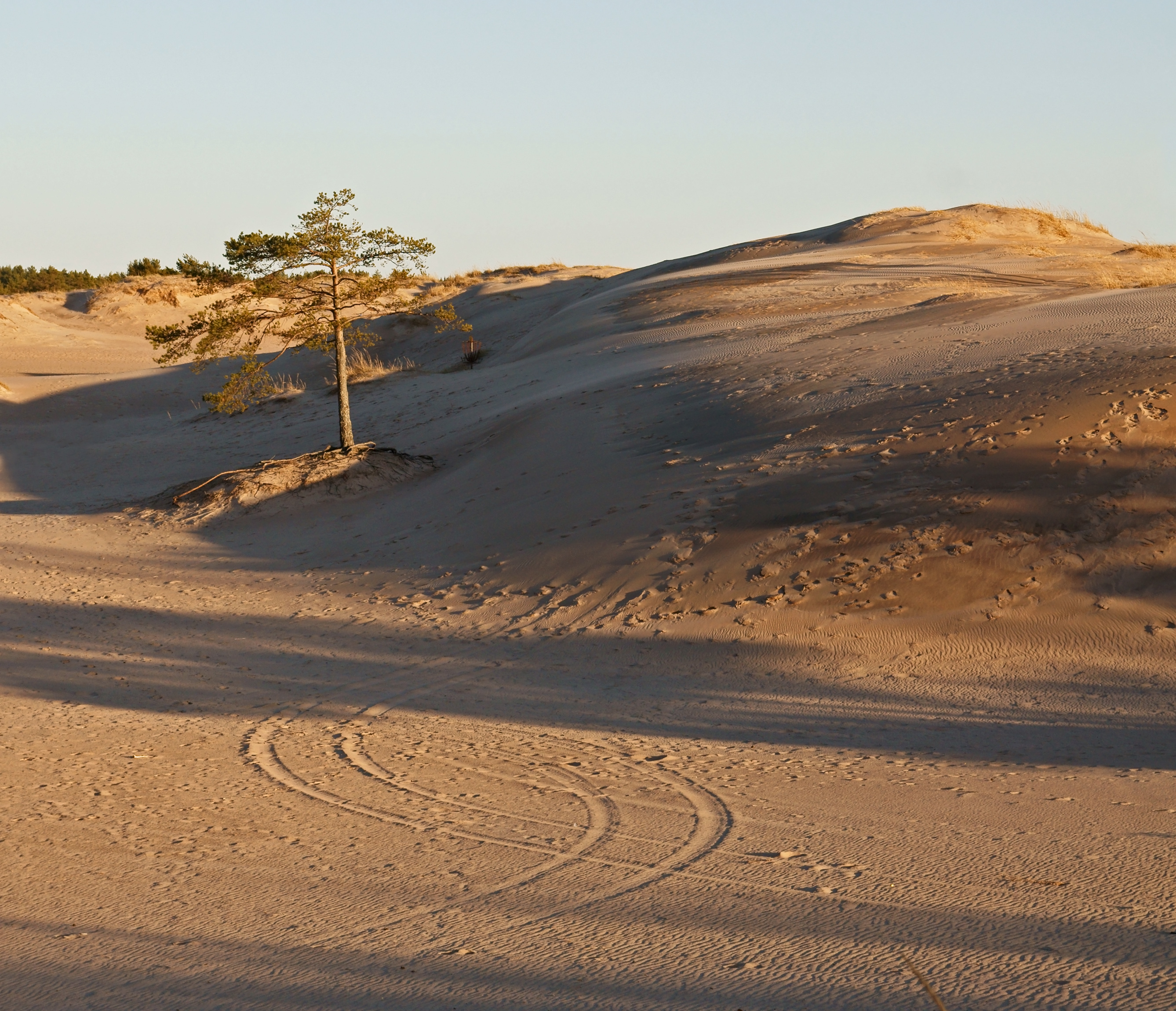
Береговые дюны на пляже Yuteri в Пори, Финляндия
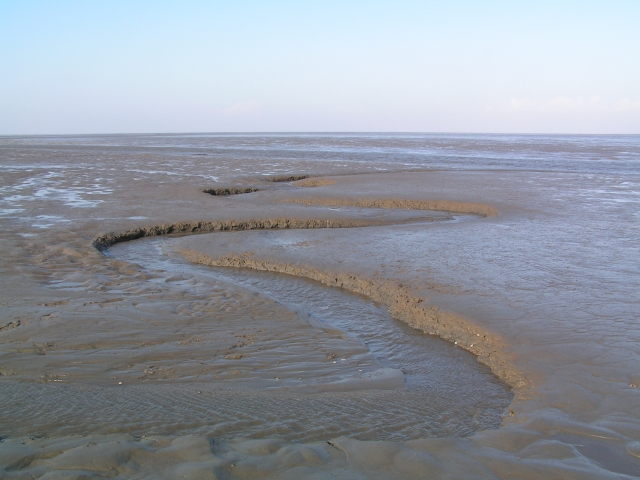
Ватты при отливе
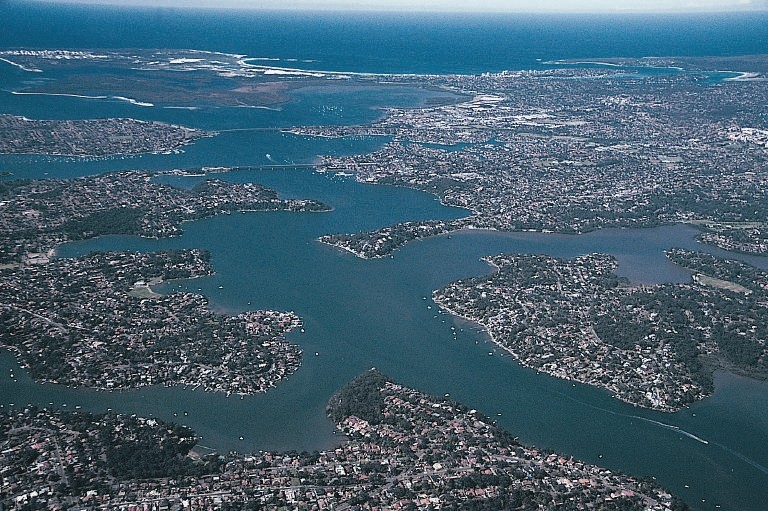
Риа в устье одной из австралийских рек
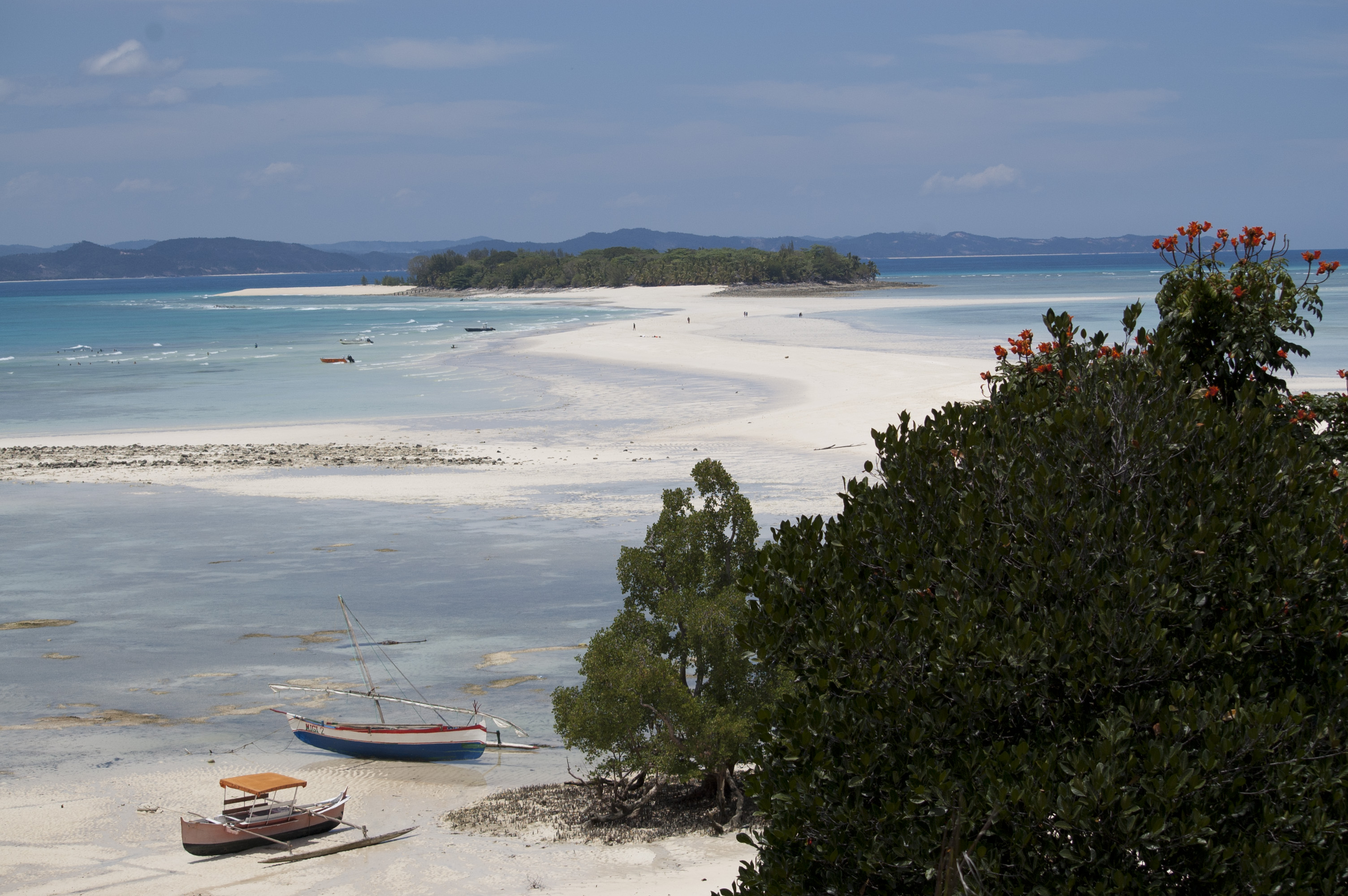
Песчаный бар на Мадагаскаре